# Ra Paulette
Ra Paulette  (Indiana, agosto de 1940) es un escultor de cuevas estadounidense con sede en Nuevo México que excava en las laderas para esculpir espacios artísticos elaborados dentro de las montañas. Desde que comenzó a esculpir en 1990, ha cavado más de una docena de cuevas en Nuevo México.
La crítica Martha Mendoza en Los Angeles Times describió las cuevas que creó como santuarios, como lugares sagrados, un "santuario para la oración y la meditación", mientras que otros describen las cuevas como obras de arte. Las cuevas están terminadas con "vieiras, curvas moldeadas, repisas lisas, piedras con incrustaciones, vainas estrechas y repisas crujientes". Sus cuevas atraen a visitantes de todo el mundo.
Paulette es autodidacta; nunca estudió arquitectura, escultura o ingeniería estructural en una escuela formal. Trabaja solo con herramientas manuales, como palas, picos y raspadores. Según una fuente, solicitó que le pagaran solo $ 12 por hora por su trabajo en una de sus cuevas . Paulette creció en el noroeste de Indiana a orillas del lago Míchigan.
Paulette creó el Santuario de Ventanas de la Tierra en el norte de Nuevo México para un centro turístico al norte de Santa Fe. El actual centro turístico y de retiro, Origin en Rancho de San Juan, brinda al público la oportunidad de ver y visitar el santuario de la cueva en recorridos guiados por docentes, con cita previa. 